# Tramwaje w Enid
Tramwaje w Enid – zlikwidowany system komunikacji tramwajowej w Enid w Stanach Zjednoczonych, działający w latach 1907−1929. 

## Historia
Pierwsze tramwaje elektryczne w Enid uruchomiono 3 czerwca 1907, były to tramwaje elektryczne. Pierwsza linia tramwajowa ze wschodu na zachód połączyła zajezdnię z Uniwersytetem Philipps, linia prowadziła wzdłuż Broadway. Wraz z rozbudową ulic w mieście narastał konflikt pomiędzy władzami miasta a operatorem tramwajów. 29 sierpnia 1929 miasto uznało, że tramwaje kursowały nielegalnie i 31 sierpnia system zamknięto, a tory na koszt miasta zostały usunięte z ulic we wrześniu. Rozstaw toru w Enid wynosił 1435 mm.